# Heinz Sauer
Heinz Sauer (Marseburg, 25 de dezembro de 1932) é um músico de jazz alemão. É considerado o "grande mestre do saxofone". Sauer estudou Física, como músico ele é auditada. Após tentativas iniciais no saxofone barítono, Sauer decidiu no saxofone tenor.

## Discografia
- Terumasa Hino, Heinz Sauer, Peter Warren, Pierre Favre - Vibrations (1971)
- Barrelhouse Jazzband, Michael Sell Trio, Heinz Sauer (1972)
- Makaya Ntshoko / Heinz Sauer / Bob Degen / Isla Eckinger - Makaya & The Tsotsis (1974)
- Albert Mangelsdorff, Heinz Sauer, Günter Lenz, Ralf Hübner - Live In Tokyo (1974)
- Archie Shepp, George Adams, Heinz Sauer - Frankfurt Workshop ´78: Tenor Saxes (1978)
- Heinz Sauer & Bob Degen - Ellingtonia Revisited! ‎(1980)